# Dürscheven
Dürscheven is een plaats in de Duitse gemeente Zülpich, deelstaat Noordrijn-Westfalen, en telt 556 inwoners (2006).